# کاسنی (سرده)
کاسنی یا  هندباء (نام علمی: Cichorium) نام یک سرده از تیره کاسنیان است. در ایران به صورت طبیعی در مناطق کوهستانی خصوصا در فارس و اذربایجان و خراسان میروید 